# Magneuptychia alcinoe
Espèce
Magneuptychia alcinoe est une espèce d'insectes lépidoptères (papillons) de la famille des Nymphalidae, de la sous-famille des Satyrinae et du genre Magneuptychia.

## Dénomination
Magneuptychia alcinoe a été décrit par Cajetan Freiherr von Felder et Rudolf Felder en 1867 sous le nom initial de Neonympha alcinoe.

### Noms vernaculaires
Magneuptychia alcinoe se nomme Simple Saphir en anglais.

## Description
Magneuptychia alcinoe est un papillon marron d'une envergure d'environ 38 mm. Le revers est marqué d'une ligne submarginale de très discrets ocelles dont seuls ceux de l'apex et proches de l'angle anal de l'aile postérieure sont des ocelles noirs pupillés de blanc.

## Écologie et distribution
Magneuptychia alcinoe est présent au Costa Rica, en Équateur, en Colombie, en Bolivie et au Venezuela.

### Protection
Pas de statut de protection particulier.